# Найт Пуллиам, Кешиа
Кешиа Найт Пуллиам (англ. Keshia Knight Pulliam, род. 9 апреля 1979) — американская актриса, наиболее известная благодаря роли Руди Хакстейбл, младшего ребёнка, в ситкоме NBC «Шоу Косби». В 1986 году, она вошла в историю как самая молодая актриса, номинированная на премию «Эмми».

## Биография
Найт Пуллиам родилась в Ньюарке, штат Нью-Джерси, и будучи ребёнком получила роль младшей дочери в ситкоме NBC «Шоу Косби». Она получала хорошие отзывы за свою игру, что привело её к номинации на Премия «Эмми» за лучшую женскую роль второго плана в комедийном телесериале. Шоу завершилось в 1992 году и она сделала перерыв в карьере в пользу обучения. В начале 2000-х она вернулась на экраны в несколькими ролями в фильмах, а с 2007 по 2012 год снималась на регулярной основе в ситкоме TBS «Дом семейства Пэйн». В 2009 году она появилась в фильме Тайлера Перри «Мэдея в тюрьме». Также в 2000-х Найт Пуллиам участвовала в ряде реалити-шоу, включая Fear Factor, The Mole и Celebrity Apprentice.
В 2016—2018 годы Кешиа была замужем за футбольным лайнбекером Эдом Хартуэллем. У бывших супругов есть дочь — Элла Грейс Пуллиам-Хартуэлл (род. 23.01.2017). Помолвлена с актёром Брэдом Джеймсом.

## Фильмография
| Год  | Название на русском | Название на английском | Роль             | Примечания      |
| ---- | ------------------- | ---------------------- | ---------------- | --------------- |
| 1985 | Удар дракона        | The Last Dragon        | София            |                 |
| 2004 | Мотивы              | Motives                | Латрис           | Direct-to-video |
| 2005 | Салон красоты       | Beauty Shop            | Дарнелл          |                 |
| 2005 | Госпел              | The Gospel             | Майя Уокер       |                 |
| 2008 |                     | Cuttin Da Mustard      | Венди            |                 |
| 2008 | Закон не властен    | Death Toll             | Мири             |                 |
| 2009 | Мэдея в тюрьме      | Madea Goes to Jail     | Кэндис Вашингтон |                 |

| Год       | Название на русском                          | Название на английском                      | Роль               | Примечания |
| --------- | -------------------------------------------- | ------------------------------------------- | ------------------ | --- |
| 1984-1992 | Шоу Косби                                    | The Cosby Show                              | Руди Хакстейбл     | Регулярная роль, 177 эпизодов NAACP Image Award лучшей молодой актрисе на телевидении (1988) People’s Choice Award лучшей молодой актрисе (1988) Kids' Choice Award любимой телезвезде (1991) Премия «Молодой актёр» за лучший актёрский состав (1989) Номинация — Премия «Эмми» за лучшую женскую роль второго плана в комедийном телесериале (1986) Номинация — Премия «Молодой актёр» лучшей молодой актрисе на телевидении (1985-87) |
| 1987-88   | Другой мир                                   | A Different World                           | Руди Хакстейбл     | 3 эпизода |
| 1987      | Девочка со спичками                          | The Little Match Girl                       | Молли              | Телевизионный фильм |
| 1989      | Полли                                        | Polly                                       | Полли              | Телевизионный фильм Номинация — Премия «Молодой актёр» за лучшую женскую роль в телефильме |
| 1989      | Янки из Коннектикута при дворе короля Артура | A Connecticut Yankee in King Arthur’s Court | Карен              | Телевизионный фильм |
| 1990      | Полли                                        | Polly: Comin' Home!                         | Полли              | Телевизионный фильм |
| 1997      | Косби                                        | Cosby                                       | Камео              | Эпизод: «The Return of the Charlites» |
| 2002      | Что насчет ваших друзей                      | What About Your Friends: Weekend Getaway    | Тэмпл              | Телевизионный фильм Номинация — NAACP Image Award лучшей молодой актрисе на телевидении |
| 2004      | Рождество у кромки воды                      | Christmas at Water’s Edge                   | Лейла Тернер       | Телевизионный фильм |
| 2007-2012 | Дом семейства Пэйн                           | House of Payne                              | Миранда Лукас Пэйн | Регулярная роль, 56 эпизодов NAACP Image Award за лучшую женскую роль второго плана в комедийном сериале (2009, 10, 12) Номинация — NAACP Image Award за лучшую женскую роль второго плана в комедийном сериале (2011) |
| 2010      | Ясновидец                                    | Psych                                       | Стрэнджей          | Эпизод: «The Polarizing Express» |
| 2013      | Парни с детьми                               | Guys with Kids                              | Бриджит            | Эпизод: «Divorce Party» |
| 2013      | Любовное письмо                              | The Love Letter                             | Паркер             | Телевизионный фильм |